# Бендер: Остання афера
«Бендер: Остання афера» (рос. Бендер: Последняя афера) — російський комедійний фільм 2021 року режисера Ігоря Зайцева з Сергієм Безруковим та Арамом Вардеваняним у головних ролях. Цей фільм є сиквелом до «Бендер: Золото імперії» продюсерської компанії «Sreda». Прем'єра в Росії відбулася 5 листопада 2021 року в онлайн-кінотеатрах «КіноПоіск», «PREMIER» і «Wink».

## Сюжет
Двоє аферистів, Ося Задунайський та Ібрагім Бендер. Вони продовжують пошуки дорогоцінного «жезла Рум'янцева» під час громадянської війни 1919 року на півдні Російської імперії.

## Акторський склад
- Сергій Безруков — Ібрагім Сулейман Берта-Марія Бендер-бей
- Арам Вардеванян — Остап Задунайський
- Таїсія Вілкова — Єва Махульська
- Іван Кокорін — Могилюк
- Ольга Сутулова — Марія Федорівна Задунайська, мама Осі
- Артем Ткаченко — Мішин-Аметистов
- Олексій Дмитрієв — Гігант
- Андрій Бурковський  — фокусник-ілюзіоніст Кроулі
- Юлія Макарова — Софі
- Артур Ваха — турок

## Знімальна група
- Режисери-постановники: Ігор Зайцев
- Сценаристи: Олег Маловичко
- Продюсери: Варвара Авдюшко, Олександр Цекало, Іван Самохвалов, Варвара Авдюшко
- Постпродукція: Ольга Нікуліна
- Ведучі продюсери: Олександра Ремізова, Даніла Іпполітов
- Оператори: Сергій Трофімов
- Композитори: Раян Оттер

## Виробництво
Фільм був знятий компанією «Sreda», що належить Олександру Цекалу, і телеканалом «Росія-1». Режисером став Ігор Зайцев. Стрічка вийшла онлайн 5 листопада 2021 року. Згодом із фільмів «Бендер: Початок», «Бендер: Золото імперії» і «Бендер: Остання афера» планувалося створити єдиний серіал про Остапа Бендера.